# Margaretha von Brasch
Baronka Margaretha von Brasch, rozená von Osterroht (22. října 1861, Strellentin, Prusko – 19. října 1932) je autorkou duchovní poezie a prózy letničního typu.
Byla původem estonskou Němkou. Po bolševickém převratu v Rusku v roce 1917 odešla do exilu. Je pohřbena v Berlíně.